# Bóng rổ tại Thế vận hội Mùa hè 2024 – Vòng loại Nam
Vòng loại môn bóng rổ nam tại Thế vận hội Mùa hè 2024 được tổ chức từ tháng 8 năm 2023 đến tháng 7 năm 2024, nhằm chọn ra 12 đội tuyển giành quyền tham dự Thế vận hội Mùa hè 2024 được tổ chức tại Pháp. Tất cả 5 liên đoàn thành viên của FIBA dự kiến có đại diện tham dự vòng sơ loại của giải đấu.
Với tư cách là quốc gia chủ nhà, Pháp được đặc cách tham dự nội dung 5x5; được Ban Chấp hành Trung ương FIBA quyết định vào ngày 30 tháng 4 năm 2023. 7 đội tuyển có thành tích xuất sắc nhất của mỗi châu lục thông qua Giải vô địch bóng rổ thế giới 2023 cùng với chủ nhà Pháp giành quyền tham dự Thế vận hội Mùa hè 2024. 4 suất còn lại sẽ được quyết định sau các trận đấu thuộc khuôn khổ giải đấu vòng loại.

## Thể thức
Mười hai đội tuyển sẽ tham gia giải đấu dành cho nữ, mỗi một Ủy ban Olympic Quốc gia cử ra một danh sách gồm 12 vận động viên.

### Nước chủ nhà
Với tư cách là quốc gia đăng cai giải đấu, Pháp nghiễm nhiên có một suất tham dự giải đấu môn bóng rổ nam theo quyết định ban đầu của Ban Chấp hành Trung ương FIBA được công bố vào ngày 30 tháng 6 năm 2023. Họ được đặc cách tham dự giải đấu theo quyết định của Ban Chấp hành Trung ương FIBA vào ngày 30 tháng 4 năm 2023.

### Vòng loại thông qua Giải vô địch bóng rổ thế giới
Tương tự như giải đấu năm 2019, Giải vô địch bóng rổ thế giới 2023 có 7 suất tham dự với mỗi đội tuyển có thứ hạng cao nhất của mỗi châu lục tại giải đấu dựa theo tiêu chí phân loại như sau:
- FIBA khu vực châu Phi – 1 đội
- FIBA khu vực châu Mỹ – 2 đội
- FIBA khu vực châu Á – 1 đội
- FIBA khu vực châu Âu – 2 đội
- FIBA khu vực châu Đại Dương – 1 đội

### Vòng loại thông qua các giải đấu vòng loại
Bốn suất còn lại được lựa chọn thông qua hai giải đấu vòng sơ loại và vòng loại môn bóng rổ nam tại Thế vận hội Mùa hè 2024. Ở vòng sơ loại sẽ được tổ chức phân theo khu vực, và ở giai đoạn vòng loại sẽ được tổ chức theo cấp quốc tế.

#### Các đội tham dự giải đấu vòng sơ loại
Có 40 đội tuyển không vượt qua vòng loại Giải vô địch bóng rổ thế giới 2023 giành quyền tham dự vòng sơ loại. Ở mỗi khu vực, các đội được lựa chọn dựa theo thành tích thi đấu tại vòng loại thứ hai của Giải vô địch bóng rổ thế giới 2023 và dựa theo tiêu chí xếp hạng ở vòng loại:
- FIBA khu vực châu Phi – 8 đội: 7 đội bị loại ở vòng loại thứ hai khu vực châu Phi cùng với đội tuyển có thứ hạng cao nhất châu Phi dựa trên bảng xếp hạng FIBA mà không thi đấu vòng loại thứ hai
- FIBA khu vực châu Mỹ – 8 đội: 5 đội bị loại ở vòng loại thứ hai khu vực châu Mỹ, cùng với 3 đội tuyển có thứ hạng cao nhất châu Mỹ dựa trên bảng xếp hạng FIBA mà không thi đấu vòng loại thứ hai
- FIBA khu vực châu Á và châu Đại Dương – 8 đội: 4 đội bị loại ở vòng loại thứ hai khu vực châu Á, cùng với 4 đội bị loại ngay từ vòng đấu đầu tiên.
- FIBA khu vực châu Âu – 16 đội: 12 đội bị loại ở vòng loại thứ hai khu vực châu Âu, cùng với 4 đội giành quyền tham dự vòng loại Giải vô địch bóng rổ châu Âu 2025 từ vòng sơ loại thứ hai.

Đội tuyển có thành tích xuất sắc nhất ở giải đấu vòng sơ loại các khu vực châu Phi, châu Mỹ và châu Á, cùng với 2 đội tuyển có thành tích xuất sắc nhất ở 2 giải đấu vòng sơ loại khu vực châu Âu sẽ giành quyền tham dự giải đấu vòng loại.

#### Các đội tham dự giải đấu vòng loại
24 đội tuyển giành quyền tham dự ở 4 giải đấu vòng loại để chọn ra đội tuyển xuất sắc nhất ở 4 giải đấu vòng loại giành quyền tham dự Thế vận hội Mùa hè. Cùng với 5 đội có thành tích xuất sắc nhất ở vòng sơ loại, 19 đội tuyển còn lại được lựa chọn dựa theo thành tích thi đấu tại Giải vô địch bóng rổ thế giới 2023:
- FIBA khu vực châu Phi: Đội tuyển có thành tích tốt nhất khu vực châu Phi tại Giải vô địch bóng rổ thế giới sẽ giành quyền tham dự giải đấu vòng loại
- FIBA khu vực châu Mỹ: Đội tuyển có thành tích tốt nhất khu vực châu Mỹtại Giải vô địch bóng rổ thế giới sẽ giành quyền tham dự giải đấu vòng loại
- FIBA khu vực châu Á và châu Đại Dương: Đội tuyển có thành tích tốt nhất khu vực châu Á/châu Đại Dương tại Giải vô địch bóng rổ thế giới sẽ giành quyền tham dự giải đấu vòng loại
- 16 đội tuyển còn lại có thành tích tốt nhất sẽ giành quyền tham dự giải đấu vòng loại

## Các đội tuyển vượt qua vòng loại
| Quá trình vòng loại                        | Quá trình vòng loại                        | Ngày diễn ra                     | Địa điểm               | Số suất tham dự | Các đội tuyển vượt qua vòng loại |
| ------------------------------------------ | ------------------------------------------ | -------------------------------- | ---------------------- | --------------- | -------------------------------- |
| Quốc gia chủ nhà                           | Quốc gia chủ nhà                           | —                                | —                      | 1               | Pháp                             |
| Giải vô địch bóng rổ thế giới 2023         | Châu Phi                                   | 25 tháng 8 – 10 tháng 9 năm 2023 | Manila Okinawa Jakarta | 1               | Nam Sudan                        |
| Giải vô địch bóng rổ thế giới 2023         | Châu Mỹ                                    | 25 tháng 8 – 10 tháng 9 năm 2023 | Manila Okinawa Jakarta | 2               | Canada                           |
| Giải vô địch bóng rổ thế giới 2023         | Châu Mỹ                                    | 25 tháng 8 – 10 tháng 9 năm 2023 | Manila Okinawa Jakarta | 2               | Hoa Kỳ                           |
| Giải vô địch bóng rổ thế giới 2023         | Châu Á                                     | 25 tháng 8 – 10 tháng 9 năm 2023 | Manila Okinawa Jakarta | 1               | Nhật Bản                         |
| Giải vô địch bóng rổ thế giới 2023         | Châu Âu                                    | 25 tháng 8 – 10 tháng 9 năm 2023 | Manila Okinawa Jakarta | 2               | Đức                              |
| Giải vô địch bóng rổ thế giới 2023         | Châu Âu                                    | 25 tháng 8 – 10 tháng 9 năm 2023 | Manila Okinawa Jakarta | 2               | Serbia                           |
| Giải vô địch bóng rổ thế giới 2023         | Châu Đại Dương                             | 25 tháng 8 – 10 tháng 9 năm 2023 | Manila Okinawa Jakarta | 1               | Úc                               |
| Giải đấu vòng loại Thế vận hội Mùa hè 2024 | Giải đấu vòng loại Thế vận hội Mùa hè 2024 | 2–7 tháng 7 năm 2024             | Valencia               | 1               | Tây Ban Nha                      |
| Giải đấu vòng loại Thế vận hội Mùa hè 2024 | Giải đấu vòng loại Thế vận hội Mùa hè 2024 | 2–7 tháng 7 năm 2024             | Riga                   | 1               | Brasil                           |
| Giải đấu vòng loại Thế vận hội Mùa hè 2024 | Giải đấu vòng loại Thế vận hội Mùa hè 2024 | 2–7 tháng 7 năm 2024             | Piraeus                | 1               | Hy Lạp                           |
| Giải đấu vòng loại Thế vận hội Mùa hè 2024 | Giải đấu vòng loại Thế vận hội Mùa hè 2024 | 2–7 tháng 7 năm 2024             | San Juan               | 1               | Puerto Rico                      |
| Tổng số đội tham dự                        | Tổng số đội tham dự                        | Tổng số đội tham dự              | Tổng số đội tham dự    | 12              |                                  |

## Vòng loại thông qua bảng xếp hạng Giải vô địch bóng rổ thế giới 2023
Bảng xếp hạng chung cuộc theo khu vực
|  | Giành quyền tham dự Thế vận hội Mùa hè 2024 nhờ thành tích tốt nhất khu vực |
|  | Giành quyền tham dự giải đấu vòng loại Thế vận hội Mùa hè 2024              |
|  | Giành quyền tham dự Thế vận hội Mùa hè 2024 với tư cách là đội chủ nhà      |

| #  | Châu Phi (1/5 đội) | Châu Phi (1/5 đội) | Châu Mỹ (2/7 đội) | Châu Mỹ (2/7 đội) | Châu Á (1/6 đội) | Châu Á (1/6 đội) | Châu Âu (2/12 đội) | Châu Âu (2/12 đội) | Châu Đại Dương (1/2 đội) | Châu Đại Dương (1/2 đội) |
| #  | Các đội tuyển      | T–B                | Các đội tuyển     | T–B               | Các đội tuyển    | T–B              | Các đội tuyển      | T–B                | Các đội tuyển            | T–B                      |
| -- | ------------------ | ------------------ | ----------------- | ----------------- | ---------------- | ---------------- | ------------------ | ------------------ | ------------------------ | ------------------------ |
| 1  | Nam Sudan          | 3–2                | Canada            | 6–2               | Nhật Bản         | 3–2              | Đức                | 8–0                | Úc                       | 3–2                      |
| 2  | Ai Cập             | 2–3                | Hoa Kỳ            | 5–3               | Liban            | 2–3              | Serbia             | 6–2                | New Zealand              | 2–3                      |
| 3  | Angola             | 1–4                | Puerto Rico       | 3–2               | Philippines      | 1–4              | Latvia             | 6–2                |                          |                          |
| 4  | Bờ Biển Ngà        | 1–4                | Brasil            | 3–2               | Trung Quốc       | 1–4              | Litva              | 6–2                |                          |                          |
| 5  | Cabo Verde         | 1–4                | Cộng hòa Dominica | 3–2               | Iran             | 0–5              | Slovenia           | 5–3                |                          |                          |
| 6  |                    |                    | México            | 2–3               | Jordan           | 0–5              | Ý                  | 4–4                |                          |                          |
| 7  | Venezuela          | 0–5                |                   |                   | Tây Ban Nha      | 3–2              |                    |                    |                          |                          |
| 8  |                    |                    | Montenegro        | 3–2               |                  |                  |                    |                    |                          |                          |
| 9  | Hy Lạp             | 2–3                |                   |                   |                  |                  |                    |                    |                          |                          |
| 10 | Gruzia             | 2–3                |                   |                   |                  |                  |                    |                    |                          |                          |
| 11 | Pháp               | 3–2                |                   |                   |                  |                  |                    |                    |                          |                          |
| 12 | Phần Lan           | 2–3                |                   |                   |                  |                  |                    |                    |                          |                          |

## Giải đấu vòng loại Thế vận hội Mùa hè 2024
| Giải đấu vòng loại                                       | Số suất tham dự                    | Các đội tuyển tham dự              |
| Giải vô địch bóng rổ thế giới 2023                       | Giải vô địch bóng rổ thế giới 2023 | Giải vô địch bóng rổ thế giới 2023 |
| -------------------------------------------------------- | ---------------------------------- | ---------------------------------- |
| Đội tuyển có thành tích tốt nhất – Châu Phi              | 1                                  | Ai Cập                             |
| Đội tuyển có thành tích tốt nhất – Châu Mỹ               | 1                                  | Puerto Rico                        |
| Đội tuyển có thành tích tốt nhất – Châu Á/Châu Đại Dương | 1                                  | New Zealand                        |
| Top 16 đội tuyển tham dự có thành tích tốt nhất          | 16                                 | Latvia                             |
| Top 16 đội tuyển tham dự có thành tích tốt nhất          | 16                                 | Litva                              |
| Top 16 đội tuyển tham dự có thành tích tốt nhất          | 16                                 | Slovenia                           |
| Top 16 đội tuyển tham dự có thành tích tốt nhất          | 16                                 | Ý                                  |
| Top 16 đội tuyển tham dự có thành tích tốt nhất          | 16                                 | Tây Ban Nha                        |
| Top 16 đội tuyển tham dự có thành tích tốt nhất          | 16                                 | Montenegro                         |
| Top 16 đội tuyển tham dự có thành tích tốt nhất          | 16                                 | Brasil                             |
| Top 16 đội tuyển tham dự có thành tích tốt nhất          | 16                                 | Cộng hòa Dominica                  |
| Top 16 đội tuyển tham dự có thành tích tốt nhất          | 16                                 | Hy Lạp                             |
| Top 16 đội tuyển tham dự có thành tích tốt nhất          | 16                                 | Gruzia                             |
| Top 16 đội tuyển tham dự có thành tích tốt nhất          | 16                                 | Phần Lan                           |
| Top 16 đội tuyển tham dự có thành tích tốt nhất          | 16                                 | Liban                              |
| Top 16 đội tuyển tham dự có thành tích tốt nhất          | 16                                 | Philippines                        |
| Top 16 đội tuyển tham dự có thành tích tốt nhất          | 16                                 | México                             |
| Top 16 đội tuyển tham dự có thành tích tốt nhất          | 16                                 | Angola                             |
| Top 16 đội tuyển tham dự có thành tích tốt nhất          | 16                                 | Bờ Biển Ngà                        |
| Vòng sơ loại môn bóng rổ nam tại Thế vận hội Mùa hè 2024 |                                    |                                    |
| Vô địch vòng sơ loại khu vực châu Phi                    | 1                                  | Cameroon                           |
| Vô địch vòng sơ loại khu vực châu Mỹ                     | 1                                  | Bahamas                            |
| Vô địch vòng sơ loại khu vực châu Á                      | 1                                  | Bahrain                            |
| Vô địch vòng sơ loại 1 khu vực châu Âu                   | 1                                  | Ba Lan                             |
| Vô địch vòng sơ loại 2 khu vực châu Âu                   | 1                                  | Croatia                            |
| Tổng số đội tham dự                                      | 24                                 |                                    |

## Giải đấu vòng sơ loại Thế vận hội Mùa hè 2024
Vòng sơ loại các liên đoàn châu lục được tổ chức từ ngày 12 đến 20 tháng 8 năm 2023. Buổi lễ bốc thăm chia bảng diễn ra vào ngày 1 tháng 5 năm 2020. Các thành phố đăng cai và các nhóm hạt giống được công bố vào ngày 29 tháng 4 năm 2023.

### Châu Phi
| Quá trình vòng loại                                                                      | Quá trình vòng loại                                                                      | Số suất tham dự | Các đội tuyển          |
| ---------------------------------------------------------------------------------------- | ---------------------------------------------------------------------------------------- | --------------- | ---------------------- |
| Vòng loại Giải vô địch bóng rổ thế giới 2023                                             | Đội đứng thứ ba (kém nhất)                                                               | 1               | Sénégal                |
| Vòng loại Giải vô địch bóng rổ thế giới 2023                                             | Đội đứng thứ tư                                                                          | 2               | Nigeria                |
| Vòng loại Giải vô địch bóng rổ thế giới 2023                                             | Đội đứng thứ tư                                                                          | 2               | Tunisia                |
| Vòng loại Giải vô địch bóng rổ thế giới 2023                                             | Đội đứng thứ năm                                                                         | 2               | Guinée                 |
| Vòng loại Giải vô địch bóng rổ thế giới 2023                                             | Đội đứng thứ năm                                                                         | 2               | Cộng hòa Dân chủ Congo |
| Vòng loại Giải vô địch bóng rổ thế giới 2023                                             | Đội đứng thứ sáu                                                                         | 2               | Uganda                 |
| Vòng loại Giải vô địch bóng rổ thế giới 2023                                             | Đội đứng thứ sáu                                                                         | 2               | Cameroon               |
| Đội tuyển có thứ hạng cao nhất của khu vực châu Phi (được công bố vào tháng 11 năm 2022) | Đội tuyển có thứ hạng cao nhất của khu vực châu Phi (được công bố vào tháng 11 năm 2022) | 1               | Mali                   |
| Tổng số đội tham dự                                                                      | Tổng số đội tham dự                                                                      | 8               |                        |

### Châu Á/châu Đại Dương
| Quá trình vòng loại                          | Quá trình vòng loại             | Số suất tham dự | Các đội tuyển     |
| -------------------------------------------- | ------------------------------- | --------------- | ----------------- |
| Vòng loại Giải vô địch bóng rổ thế giới 2023 | Đội đứng thứ năm ở vòng 2       | 2               | Ả Rập Xê Út       |
| Vòng loại Giải vô địch bóng rổ thế giới 2023 | Đội đứng thứ năm ở vòng 2       | 2               | Kazakhstan        |
| Vòng loại Giải vô địch bóng rổ thế giới 2023 | Đội đứng thứ sáu ở vòng 2       | 2               | Ấn Độ             |
| Vòng loại Giải vô địch bóng rổ thế giới 2023 | Đội đứng thứ sáu ở vòng 2       | 2               | Bahrain           |
| Vòng loại Giải vô địch bóng rổ thế giới 2023 | Các đội đứng cuối bảng ở vòng 1 | 4               | Hàn Quốc          |
| Vòng loại Giải vô địch bóng rổ thế giới 2023 | Các đội đứng cuối bảng ở vòng 1 | 4               | Đài Bắc Trung Hoa |
| Vòng loại Giải vô địch bóng rổ thế giới 2023 | Các đội đứng cuối bảng ở vòng 1 | 4               | Indonesia         |
| Vòng loại Giải vô địch bóng rổ thế giới 2023 | Các đội đứng cuối bảng ở vòng 1 | 4               | Syria             |
| Tổng số đội tham dự                          | Tổng số đội tham dự             | 8               |                   |

### Châu Mỹ
| Quá trình vòng loại                                                                     | Quá trình vòng loại                                                                     | Số suất tham dự | Các đội tuyển            |
| --------------------------------------------------------------------------------------- | --------------------------------------------------------------------------------------- | --------------- | ------------------------ |
| Vòng loại Giải vô địch bóng rổ thế giới 2023                                            | Đội đứng thứ tư (kém nhất)                                                              | 1               | Argentina                |
| Vòng loại Giải vô địch bóng rổ thế giới 2023                                            | Đội đứng thứ năm                                                                        | 2               | Panama                   |
| Vòng loại Giải vô địch bóng rổ thế giới 2023                                            | Đội đứng thứ năm                                                                        | 2               | Uruguay                  |
| Vòng loại Giải vô địch bóng rổ thế giới 2023                                            | Đội đứng thứ sáu                                                                        | 2               | Bahamas                  |
| Vòng loại Giải vô địch bóng rổ thế giới 2023                                            | Đội đứng thứ sáu                                                                        | 2               | Colombia                 |
| Đội tuyển có thứ hạng cao nhất của khu vực châu Mỹ (được công bố vào tháng 11 năm 2022) | Đội tuyển có thứ hạng cao nhất của khu vực châu Mỹ (được công bố vào tháng 11 năm 2022) | 3               | Quần đảo Virgin thuộc Mỹ |
| Đội tuyển có thứ hạng cao nhất của khu vực châu Mỹ (được công bố vào tháng 11 năm 2022) | Đội tuyển có thứ hạng cao nhất của khu vực châu Mỹ (được công bố vào tháng 11 năm 2022) | 3               | Chile                    |
| Đội tuyển có thứ hạng cao nhất của khu vực châu Mỹ (được công bố vào tháng 11 năm 2022) | Đội tuyển có thứ hạng cao nhất của khu vực châu Mỹ (được công bố vào tháng 11 năm 2022) | 3               | Cuba                     |
| Tổng số đội tham dự                                                                     | Tổng số đội tham dự                                                                     | 8               |                          |

### Châu Âu
| Quá trình vòng loại                                                                     | Quá trình vòng loại                                                                     | Số suất tham dự | Các đội tuyển        |
| --------------------------------------------------------------------------------------- | --------------------------------------------------------------------------------------- | --------------- | -------------------- |
| Vòng loại Giải vô địch bóng rổ thế giới 2023                                            | Đội đứng thứ tư                                                                         | 4               | Thổ Nhĩ Kỳ           |
| Vòng loại Giải vô địch bóng rổ thế giới 2023                                            | Đội đứng thứ tư                                                                         | 4               | Thụy Điển            |
| Vòng loại Giải vô địch bóng rổ thế giới 2023                                            | Đội đứng thứ tư                                                                         | 4               | Hungary              |
| Vòng loại Giải vô địch bóng rổ thế giới 2023                                            | Đội đứng thứ tư                                                                         | 4               | Iceland              |
| Vòng loại Giải vô địch bóng rổ thế giới 2023                                            | Đội đứng thứ năm                                                                        | 4               | Bỉ                   |
| Vòng loại Giải vô địch bóng rổ thế giới 2023                                            | Đội đứng thứ năm                                                                        | 4               | Israel               |
| Vòng loại Giải vô địch bóng rổ thế giới 2023                                            | Đội đứng thứ năm                                                                        | 4               | Bosna và Hercegovina |
| Vòng loại Giải vô địch bóng rổ thế giới 2023                                            | Đội đứng thứ năm                                                                        | 4               | Ukraina              |
| Vòng loại Giải vô địch bóng rổ thế giới 2023                                            | Đội đứng thứ sáu                                                                        | 4               | Anh Quốc             |
| Vòng loại Giải vô địch bóng rổ thế giới 2023                                            | Đội đứng thứ sáu                                                                        | 4               | Estonia              |
| Vòng loại Giải vô địch bóng rổ thế giới 2023                                            | Đội đứng thứ sáu                                                                        | 4               | Cộng hòa Séc         |
| Vòng loại Giải vô địch bóng rổ thế giới 2023                                            | Đội đứng thứ sáu                                                                        | 4               | Hà Lan               |
| Vòng sơ loại Giải vô địch bóng rổ châu Âu 2025                                          | Đội đứng đầu bảng                                                                       | 3               | Bắc Macedonia        |
| Vòng sơ loại Giải vô địch bóng rổ châu Âu 2025                                          | Đội đứng đầu bảng                                                                       | 3               | Ba Lan               |
| Vòng sơ loại Giải vô địch bóng rổ châu Âu 2025                                          | Đội đứng đầu bảng                                                                       | 3               | Bồ Đào Nha           |
| Suất đặc cách/thay thế                                                                  | Suất đặc cách/thay thế                                                                  | 1               | Croatia              |
| Đội tuyển có thứ hạng cao nhất của khu vực châu Âu (được công bố vào tháng 11 năm 2022) | Đội tuyển có thứ hạng cao nhất của khu vực châu Âu (được công bố vào tháng 11 năm 2022) | 1               | Bulgaria             |
| Tổng số đội tham dự                                                                     | Tổng số đội tham dự                                                                     | 16              |                      |